# Marina Panteleyeva
Pour les articles homonymes, voir Panteleïeva.
Marina Panteleyeva (en russe : Марина Владимировна Пантелеева, Marina Vladimirovna Panteleïeva ; née le 16 mai 1989) est une athlète russe, spécialiste des épreuves de sprint.

## Biographie
Elle remporte la médaille de bronze du relais 4 × 100 m lors des championnats d'Europe 2014 de Zurich en Suisse.

### Palmarès
| Date | Compétition                       | Lieu        | Résultat | Épreuve   | Temps   |
| ---- | --------------------------------- | ----------- | -------- | --------- | ------- |
| 2014 | Championnats d'Europe par équipes | Brunswick   | 3e       | 4 × 100 m | 43 s 45 |
| 2014 | Championnats d'Europe             | Zurich      | 3e       | 4 × 100 m | 43 s 22 |
| 2015 | Championnats d'Europe par équipes | Tcheboksary | 2e       | 4 x 100 m | 42 s 99 |
| 2015 | Championnats du monde             | Pékin       | -        | 4 x 100 m | DNF     |

### Records
| Épreuve | Performance | Lieu        | Date           |
| ------- | ----------- | ----------- | -------------- |
| 100 m   | 11 s 42     | Briansk     | 26 juin 2009   |
| 200 m   | 23 s 04     | Tcheboksary | 6 juillet 2012 |